# Nova fucsina
Nova fucsina, neofucsina, magenta III, Violeta básico 2, ou C.I. 42520 (do alemão fuchs, "raposa") é o corante de cor magenta tendo fórmula C22H24N3Cl. É relacionado proximamente a fucsina básica e ácida. Pode ser usado para coloração de organismos ácido-álcool resistentes, e.g. por coloração de Ziehl-Neelsen.
Número CAS 3248-91-7.
SMILES [NH2+]=C(C(C)=C2) C=C/C2=C (C3=CC=C(N) C(C)=C3)\C1=C C(C)=C(N)C=C1